# Fourchambault
Fourchambault este o comună în departamentul Nièvre din centrul Franței. În 2009 avea o populație de 4.658 de locuitori.

## Evoluția populației
| An        | 1975  | 1982  | 1990  | 1999  | 2006  | 2009  |
| --------- | ----- | ----- | ----- | ----- | ----- | ----- |
| Populație | 6.625 | 5.850 | 5.037 | 4.828 | 4.739 | 4.658 |